# 애덤 레이너
애덤 레이너(Adam Rayner, 1977년 8월 28일 ~ )는 잉글랜드의 배우이다.

## 출연 작품
- 더 세인트 (2017)
- 타이란트 (2014)
- 트레이서 (2014)
- 헌티드 (2012)
- 언더커버스 (2010)
- 더 태스크 (2010)
- 스틸 트랩 (2007)
- 스트레이트헤드 (2007)
- 라인 오브 뷰티 (2006)
- 레드민스고 (2005)